# Carl August Struensee
Carl August Struensee, född den 18 augusti 1735 i Halle, död den 17 oktober 1804 i Berlin, var en tysk-dansk ämbetsman, son till prästen Adam Struensee och bror till läkaren Johann Friedrich Struensee.
Struensee blev 1757 professor i matematik vid riddarakademin i Liegnitz och kallades i maj 1771 till Köpenhamn, där han blev ledande medlem av finanskollegiet. Vid broderns fall 1772 blev han fängslad, men frigavs ett halvt år därefter och återvände till Tyskland.
Där blev han 1778 direktör för en bank i Elbing och 1782 för "Seehandlung", slutligen 1792 minister för preussiska handels- och tullväsendet. I vederlag för den orätt han lidit i Danmark upptogs han 1789 som medlem av danska adeln (under namnet Struensee von Carlsbach).